# Acalypha melochiifolia
Acalypha melochiifolia é uma espécie de flor do gênero Acalypha, pertencente à família Euphorbiaceae.